# Naoki Urata
Naoki Urata (浦田 尚希 Urata Naoki?), född 27 juni 1974 i Saitama prefektur, är en japansk före detta fotbollsspelare.
Urata började sin karriär 1997 i Kawasaki Frontale. 2002 flyttade han till Ventforet Kofu. Han avslutade karriären 2002.